# Park River
Park River é uma cidade localizada no estado norte-americano de Dacota do Norte, no Condado de Walsh.

## Demografia
Segundo o censo norte-americano de 2000, a sua população era de 1535 habitantes.
Em 2006, foi estimada uma população de 1409, um decréscimo de 126 (-8.2%).

## Geografia
De acordo com o United States Census Bureau tem uma área de
5,6 km², dos quais 5,1 km² cobertos por terra e 0,5 km² cobertos por água. Park River localiza-se a aproximadamente 303 m acima do nível do mar.

## Localidades na vizinhança
O diagrama seguinte representa as localidades num raio de 20 km ao redor de Park River.